# São Caetano (título cardinalício)
São Caetano é um título cardinalício instituído em 30 de setembro de 2023 pelo Papa Francisco.
Sua igreja titular é San Gaetano.

## Titulares protetores
- Diego Rafael Padrón Sánchez (desde 2023)